# ウレモサウルス
ウレモサウルス (Ulemosaurus) は、ペルム紀中期（約2億6,500～約2億6,000万年前）のロシアなどに生息していた単弓類の絶滅した属。獣弓目 - ディノケファルス亜目（恐頭亜目とも）に属する。

## 特徴
発見された標本は、頭骨と肩帯の一部などの部分骨格のみであるため、詳細な形態は分かっていない。頭骨はドーム状に肥厚し、骨の厚みは10cmに達している。おそらくかれらはこれをぶつけあい、儀礼的闘争に使用したのではないかとされる。歯列は、犬歯以降の歯の縮小が見られる。この歯列は貧弱で、植物を咀嚼するのにはあまり向いていなかった。そのため、水中に沈んだ植物を食べていたとする説が出された。あるいは切歯で植物を摘み取り、胃、あるいは腸内で発酵させ、吸収していたとする意見も出された。それに対し、側頭窓が拡大し、咀嚼筋が発達していると推定される事から、この生物は肉食であるとする反論もある。
推定全長は約3m。胴体に関しては、頭骨の特徴などからモスコプスと近縁であり、ほぼ同じ体型をしていたのではないかと推測されている。このモスコプスとウレモサウルスは同属ではないかとする研究者もいる。